# Hatsuzakura (contratorpedeiro)
O Hatsuzakura (初櫻) foi um contratorpedeiro operado pela Marinha Imperial Japonesa e uma embarcação da Subclasse Tachibana da Classe Matsu. Sua construção começou em abril de 1944 no Arsenal Naval de Yokosuka e foi lançado ao mar em fevereiro de 1945, sendo comissionado na frota japonesa em maio do mesmo ano. Era armado com uma bateria principal composta por três canhões de 127 milímetros e quatro tubos de torpedo de 610 milímetros, tinha um deslocamento carregado de 1,5 mil toneladas e alcançava uma velocidade máxima de 27 nós.
O Hatsuzakura entrou em serviço nos últimos meses da Segunda Guerra Mundial e nunca entrou em combate, mas foi usado para transportar emissários e práticos para os navios Aliados entrarem na Baía de Tóquio depois da Rendição do Japão. Foi usado para repatriar soldados japoneses de volta para casa e entregue à Frota Naval Militar Soviética em julho de 1947. Foi rebatizado Vyrazitelny (Выразительный) e colocado na reserva em fevereiro de 1949, sendo desarmado e renomeado TsL-26. Foi removido do registro naval em março de 1958 e desmontado no ano seguinte.

## Características

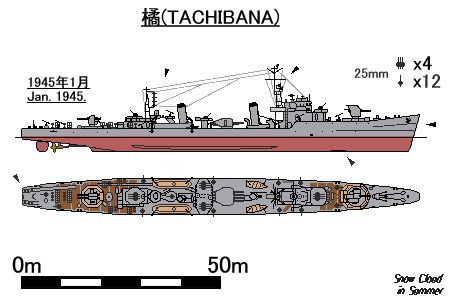
Desenho da Subclasse Tachibana

A Subclasse Tachibana era uma versão simplificada Classe Matsu, modificada para deixá-los mais adequados para a produção em massa. O Hatsuzakura tinha cem metros de comprimento de fora a fora, boca de 9,35 metros e calado de 3,37 metros. Seu deslocamento padrão era de 1 309 toneladas e o carregado de 1 554 toneladas. Seu sistema de propulsão tinha duas caldeiras Kampon que impulsionavam duas turbinas a vapor Kampon, cada uma girando uma hélice. A potência indicada era de dezenove mil cavalos-vapor (catorze mil quilowatts), suficiente para uma velocidade máxima de  27,8 nós (51,5 quilômetros por hora). Sua autonomia era de 4 680 milhas náuticas (8 670 quilômetros) a dezesseis nós (trinta quilômetros).
O armamento principal do Hatsuzakura era composto por três canhões de duplo-propósito Tipo 89 de 127 milímetros montados em uma montagem dupla na popa e uma montagem única diante da superestrutura. Esta montagem única era parcialmente protegida de respingos do mar por um escudo. A precisão dessas armas reduzia-se significativamente contra aeronaves porque não havia nenhum diretório de controle de disparo para ângulos elevados. Também foi equipado com 25 canhões antiaéreos Tipo 96 de 25 milímetros em quatro montagens triplas e treze únicas. O navio tinha um radar de aviso prévio Tipo 13 e um radar de varredura de superfície Tipo 22. A embarcação também era armada com uma única montagem giratória com quatro tubos de torpedo de 610 milímetros instalada a meia-nau e carregava sessenta cargas de profundidade, estas podiam ser jogadas tanto por dois trilhos quanto por dois lançadores.

## História

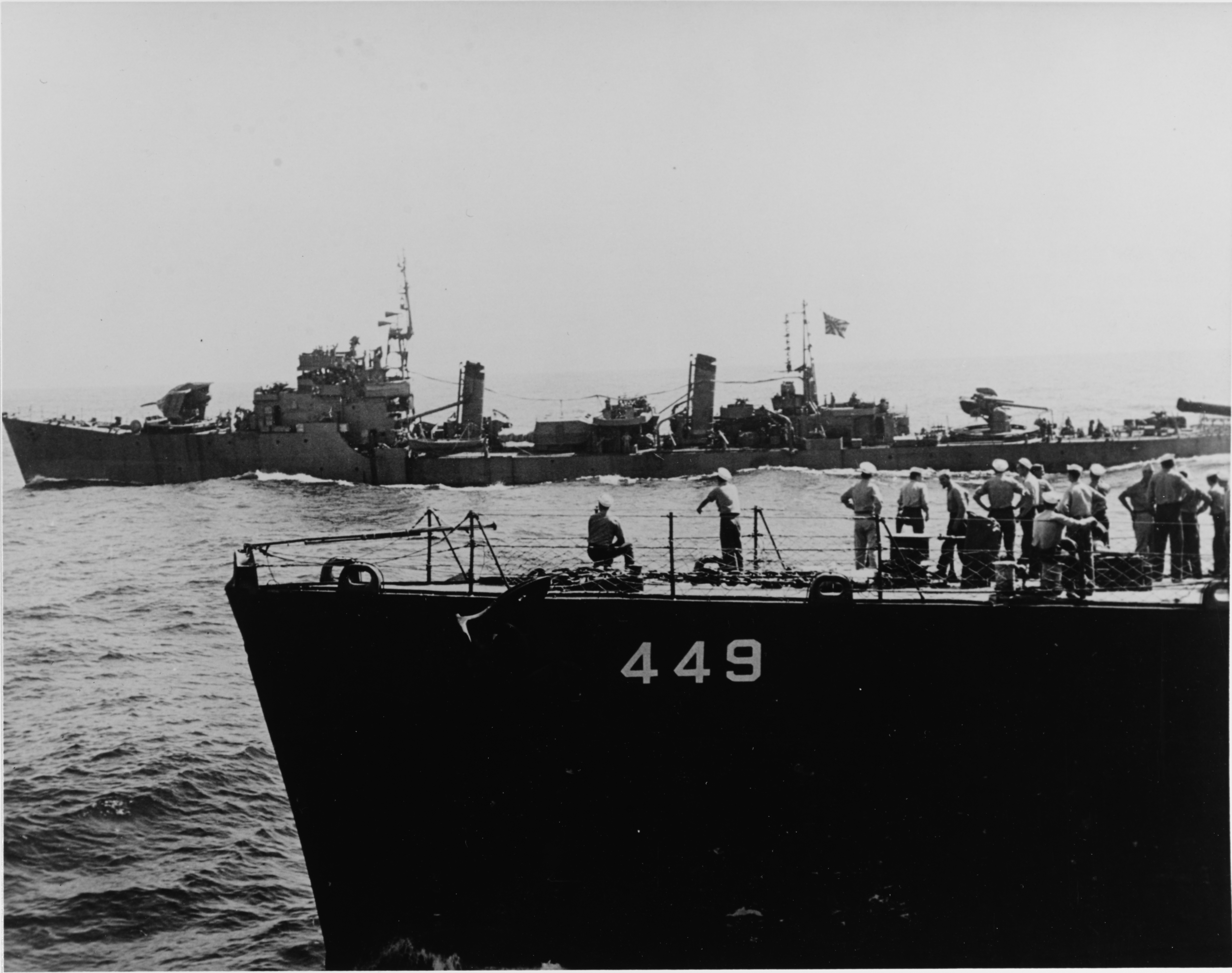
O Hatsuzakura levando emissários em 27 de agosto de 1945 na Baía de Tóquio; a proa do USS Nicholas está visível

O Hatsuzakura foi encomendado no Ano Fiscal de 1943 sob o 5º Programa de Suplementos de Armamentos Navais Modificado como parte da Classe Matsu, porém o projeto foi simplificado a fim de facilitar a produção e a embarcação foi construída como parte da Subclasse Tachibana. Seu batimento de quilha ocorreu em 12 de abril de 1944 no Arsenal Naval de Yokosuka e foi lançado ao mar em 10 de fevereiro de 1945, sendo finalizado em 28 de maio.
O navio foi designado no mesmo dia para a Esquadra de Contratorpedeiros 11 da Frota Combinada para treinamentos, sendo transferido em 15 de julho para o Distrito Naval de Yokosuka. O Hatsuzakura transportou emissários japoneses e práticos locais em 27 de agosto até a entrada da Baía de Tóquio a fim de se encontrarem com o couraçado USS Missouri. A embarcação foi entregue às forças Aliadas em Yokosuka em 2 de setembro, mesmo dia da rendição formal do Japão, sendo removido do registro naval no dia 15. Foi em seguida desarmado e usado para repatriar soldados japoneses até 1947. Foi entregue à União Soviética em 29 de julho de 1947.
A embarcação foi comissionada na Frota Naval Militar Soviética no mesmo dia e designada para a Quinta Frota. Foi renomeado para Vyrazitelny em 2 de outubro e colocado na reserva em 14 de fevereiro de 1949. Foi desarmado, convertido em um alvo de tiro e renomeado TsL-26 em 17 de junho. Foi transferido para a Frota do Pacífico em 23 de abril de 1953. Foi removido do registro naval em 11 de março de 1958 e enviado para ser desmontado em 19 de fevereiro de 1959.